# Edward Kynaston
Edward Kynaston, född 1640, död 1706, var en engelsk skådespelare. Han är främst ihågkommen som en av de sista så kallade pojkskådespelare som spelade kvinnor på scenen eller kjolroller, innan kvinnliga skådespelare tilläts i England.

## Biografi
Edward Kynaston var engagerad vid King's Company på Drury Lane Theatre. Han var anställd vid teatersällskapet från dess bildande för att spela kvinnoroller, eftersom England vid denna tid fortfarande inte tillät kvinnor att spela teater professionellt.  
Han gjorde succé och var från början en av teaterns mest omtalade aktörer. 
Även om han är mest ihågkommen för sina kvinnoroller, spelade han dock parallellt även manliga roller. 
Edward Kynaston uppmärksammades även utanför scenen och påstods ha sexuella förbindelser med både män och kvinnor. Samtida källor uppger att kvinnliga beundrare brukade ta med honom ut i sin vagn efter hans föreställningar under vilken han ska ha haft sexuella förbindelser med dem, och rykten utpekade honom som älskare till George Villiers, 2:e hertig av Buckingham. Hans yngre kollega Colley Cibber nämnde i sina memoarer: "Damer ur överklassen var stolta över att ta honom med sig i sin vagn till Hyde Park klädd i sin scenkostym, efter föreställningen".
Hans karriär som skådespelare inom kvinnoroller var i praktiken kort. I slutet av 1660 upphävde kungen förbudet för kvinnor att spela teater: i december 1660 gjorde Englands första skådespelerska Margaret Hughes debut på scenen på samma teater, och 1661 spelade Kynaston sin sista kjolroll. Hans karriär tog dock inte skada eftersom han redan innan hade spelat även manliga roller och nu kunde fortsätta spela enbart sådana fram till sin pensionering 1699. Det är dock trots detta för sina kjolroller han är mest känd, som Englands sista berömda kjollrolsskådespelare.

## Fiktion
Kynaston spelades av Billy Crudup filmen Stage Beauty från 2004. Filmen skildrar omställningen när män som tidigare fick spela kvinnoroller fick konkurrens av kvinnliga skådespelare.